# Контрада Кроче (Л'Аквила)
Контрада Кроче (итал. Contrada Croce) је насеље у Италији у округу Л'Аквила, региону Абруцо.
Према процени из 2011. у насељу је живело 15 становника. Насеље се налази на надморској висини од 815 м.